# Hygrophila gracillima
Hygrophila gracillima là một loài thực vật có hoa trong họ Ô rô. Loài này được Burkill mô tả khoa học đầu tiên.